# Тајпиншки устанак
Тајпиншки устанак (1850–1864) је један од најкрвавијих сукоба у кинеској историји. То је био масовни сукоб између царске Кине под влашћу династије Ћинг и побуњеника које је предводио Хонг Сјиућуан (кин: 洪秀全), мистик и преобраћеник у хришћанство. Џинтијански устанак је означио почетак побуне која је кулминирала оснивањем Небеског царства великог мира (кин: 太平天囯, Tàipíng Tiānguó). У Тајпиншком устанку погинуло је око 20 милиона људи, што овај грађански рат чини најкрвавијим у људској историји. Сукоб је трајао од 1850. до 1864. године.
Устанком је командовао Хонг Сјиућуан, етнички Хака (подгрупа Ханa) и самопроглашени брат Исуса Христа. Циљеви побуне су били верске, националистичке и политичке природе; Хонг је тражио конверзију народа Хан у синкретичку верзију хришћанства Тајпинга, да збацивање династије Ћинг и трансформацију државе. Уместо да замене владајућу класу, Тајпинзи су настојали да промене морални и друштвени поредак Кине. Тајпинзи су успоставили Небеско краљевство као опозициону државу са седиштем у Тјенђингу и стекли контролу над значајним делом јужне Кине, да би се на крају проширили и командовали базом становништва од скоро 30 милиона људи.
Више од једне деценије, војске Тајпинга су окупирале и бориле се у великом делу средње и доње долине Јангцеа, да би се то на крају претворило у потпуни грађански рат. Био је то највећи рат у Кини од транзиције Минг-Кинг, који је укључивао већину централне и јужне Кине. Сматра се једним од најкрвавијих ратова у људској историји, најкрвавијим грађанским ратом и највећим сукобом 19. века. По броју погинулих је упоредив са Првим светским ратом. 30 милиона људи је побегло је освојених региона у страна насеља или друге делове Кине. Рат је карактерисала екстремна бруталност на обе стране. Тајпиншки војници су извршили распрострањене масакре над Манџурима, етничком мањином владајуће царске куће Ајсин-Гиоро. У међувремену, Ћинг влада је такође учествовала у масакрима, пре свега против цивилног становништва главног града Тајпинга, Тјенђинга.

## Узроци
Средином 19. века Кину су опхрвали многи проблеми. Низ природних катастрофа погодио је земљу. Династија Ћинг није била у стању да реши проблеме великог раста становништва, економије и старе и неспособне бирократије. На то су се надовезали војни сукоби са западним силама (види: Опијумски ратови). Пољопривредници су били преоптерећени порезом, ренте су расле, и сељаци су напуштали своје земље у великим бројевима. Ове проблеме само је погоршала трговинска неравнотежа узрокована великим незаконитим увозом опијума.
Истовремено, популација кине је експлодирала, скоро се удвостручивши између 1766 и 1833, до је количина обрадивих површина стагнирала. Влада, предвођена етничким Манџурцима, је постала у све већој мери ккорумпирана. Антиманџурски сентименти су били најјачи у јужној Кини међу Хака заједницом, подгрупом Ханских Кинеза. Током тог периода је хришћанство почело да продире у Кину.
Бандитство је постајало све чешће, као и тајна друштва и јединице за самоодбрану, што је све довело до повећања броја малих ратова. У јужним провинцијама Гуангси и Гуангдунг стално су постојали друштвени нереди узроковани пиратеријом (посебно 1795–1809), активношћу тријада и британском трговином опијумом (1820е, 1830е). Демобилисани војници из Првог опијумског рата (1839–1842) постали су бандити, а британске акције против пирата натерале су их у унутрашњост речног система. Трговински развој Шангаја био је на рачун опадања традиционалног центра трговине у Кантону, што је изазвало незапосленост.
Сам Тајпиншки покрет настао је из етничких сукоба. Година 1836. и 1847. избила су два устанка мањинског народа Јао, које су помогли увезени култ Белог лотоса и тријаде. Устанак из 1849. (избио после појаве глади) такође је мобилисао мањине.
Корумпиране и неспособне власти нису могле да пруже заштиту народу, па је локални народ организовао сопствене одбрамбене милиције.

## Хонг Сјиућуан и оснивање секте
Хонг Сјиућуан (1814–64) је основао своју секту на југу Кине 1847. Био је син номада из народа Хака из околине Кантона. Првобитно је хтео да постане чиновник. Три пута је падао на испиту за чиновника и тешко је оболео. При једној халуцинацији указао му се брадати старац на трону и човек средњих година, које је он касније идентификовао као Јехову и Исуса. Од тада је себе сматрао за млађег Исусовог брата, изгубио је посао учитеља и окупио око себе око 20000 религијских следбеника.
У оснивању секте му је помогао етнички сукоб. Средином 1840-их његови списи су још говорили о синтези моралних схватања хришћанства и конфучијанизма. Повезивањем своје религијске визије са моралним тежњама потлаченог народа Хака, разбацаних имиграната које је повезивао заједнички језик, Хонгова мисија је постала политичка.

## Џинтијански устанак и марш на Нанкинг
Секта је постала мета прогона, што је у условима глади из 1849/50, довело до герилског рата између народа Хака и осталих фракција. Вође покрета су закључиле да не могу опстати у Гуангсију и одлучиле су се на отворену побуну. Јула 1850. окупили су се у Џинтијану и кренули на север. Царски двор је реаговао октобра 1850, али његови војни изасланици нису успели да координирају различите јединице локалних војника и плаћеника.
Јануара 1851. Хонг је прогласио Царство Тајпинг, себе је прогласио „Небеским царем“, и примио у своје јединице хиљаде ложача, бродара, носача, рудара, гусара и војника дезертера. Посебно бројни су били припадници мањина Хака, Мјао и Јао. С почетка ту је било пуно припадника тријада, али они су се тешко уклапали у Хонгову војску. И поред сталног прилива нових људи и одлучности устаника у продору од Ђилина до Хунана, њихове снаге су трпеле и губитке. Јуна 1852. политички вођа Тајпиншког покрета Фенг Јуншан је убијен на путу за Хунан. Тиме је Хонгов најспособнији и главни војсковођа постао бивши ложач Јанг Сјиућинг, под надимком „Краљ истока“. У овом периоду мали устанак у унутрашњости прерастао је у масовну инвазију централне Кине, тако да је у септембру 1852. Јанг командовао војском од 120.000 људи код Чангше.
После освајања Вухана, са 500.000 трупа је кренуо ка Нанкингу и опсео га 8. марта 1853. Једанаест дана касније заузео је град и убио 30.000 царских војника и хиљаде цивила. Обичан народ је поштедио када су на вратима исписали симбол покорности и нападаче послужили чајем. Нанкинг је постао престоница небеског царства и променио је име у Тајпинг (Небеска престоница). Гувернерска палата није Хонгу Сјићуану изгледала довољно пространа, па ју је срушио и на њеном месту подигао „Забрањени град“ пречника од 5 километара.

## Идеологија
Тајпиншки покрет су повезивале антиманџурске, религијске и социјалнореволуционарне тенденције. Неки од бораца су се идентификовали као борци против манџурске династије Ћинг, такозваних „северних варвара“ који су узурпирали престо и владали помоћу сурове и корумпиране администрације. Други су сматрали да је манџурска династија персонификација сујеверне и ђавољске творевине против које се треба борити под ауторитетом Небеског царства. У овим ставовима огледала се њихова склоност хришћанским веровањима, која је довела до забране алкохола, опијума и дувана, као и до одвајања мушкараца и жена. Идеологија покрета црпела је инспирацију из хришћанства, таоизма, будизма и конфучијанизма (Конфучије у Књизи обреда помиње „Велику хармонију“). Покрет је био инспирисан идејом братства и једнакости, јер су неки његови екстремнији кругови већ у разлици између богатих и сиромашних видели довољан повод за побуну. Постојала су и утопистичка схватања, попут култа Белог лотоса. Приватно власништво и експлоатација су осуђивани, а све материјалне вредности су сматране божјим власништом у чије име управља држава.

### Документи
- Franz H. Michael, ed.The Taiping Rebellion: History and Documents (Seattle,: University of Washington Press, 1966). 3 vols. Volumes two and three select and translate basic documents.

### Модерне монографије и прегледи
- Spence, Jonathan D. (1996). God's Chinese Son: The Taiping Heavenly Kingdom of Hong Xiuquan. New York: W.W. Norton. ISBN 978-0-393-03844-6.
- -- The Search for Modern China. New York: Norton (1999). Standard textbook.
- Jack Gray, (1990). Rebellions and Revolutions: China from the 1800s to the 1980s. ISBN 978-0-19-821576-9. .
- Ian Heath. The Taiping Rebellion, 1851–1866.. London ; Long Island City: Osprey, Osprey Military Men-at-Arms Series. Heath, Ian (1994). The Taiping Rebellion 1851–66. Bloomsbury USA. ISBN 978-1-85532-346-9. (pbk.) Emphasis on the military history.
- Immanuel C. Y. Hsu, The Rise of Modern China. Hsü, Immanuel Chung-Yueh (1999). The Rise of Modern China. Oxford University Press. ISBN 978-0-19-512504-7.. Standard textbook.
- Jian, Youwen (1973). The Taiping Revolutionary Movement. New Haven: Yale University Press. ISBN 978-0-300-01542-3. Translated and condensed from the author's publications in Chinese; especially strong on the military campaigns, based on the author's wide travels in China in the 1920s and 1930s.
- Kilcourse, Carl S. (2016). Taiping Theology: The Localization of Christianity in China, 1843–64 (на језику: енглески). New York: Palgrave Macmillan. ISBN 9781137537287.
- Philip A. Kuhn, (1970). Rebellion and Its Enemies in Late Imperial China; Militarization and Social Structure, 1796–1864. Cambridge, Mass.,: Harvard University Press.. Influential analysis of the rise of rebellion and the organization of its suppression.
- Philip A. Kuhn, "The Taiping Rebellion," in John K. Fairbank, ed., Cambridge History of China Vol Ten Pt One (Cambridge: Cambridge Univ Press, 1970): 264–350.
- Meyer-Fong, Tobie S. (2013). What Remains: Coming to Terms with Civil War in 19th Century China. Stanford, CA: Stanford University Press. ISBN 9780804754255. A study of the victims, their experience of the war, and the memorialization of the war.
- Platt, Stephen R. (2012). Autumn in the Heavenly Kingdom: China, the West, and the Epic Story of the Taiping Civil War. New York: Knopf. ISBN 9780307271730. Detailed narrative analysis.
- Reilly, Thomas H. (2004). The Taiping Heavenly Kingdom: Rebellion and the Blasphemy of Empire. Seattle: University of Washington Press. ISBN 978-0-295-98430-8. Focuses on the religious basis of the rebellion.
- Caleb Carr (1994). The Devil Soldier: The Story of Frederick Townsend Ward. Random House. ISBN 978-0-679-41114-7..
- Rudolf G. Wagner. (1982). Reenacting the Heavenly Vision: The Role of Religion in the Taiping Rebellion. ISBN 978-0-912966-60-1. (Berkeley: Institute of East Asian Studies, University of California, Berkeley, China Research Monograph 25). .
- Mary Clabaugh Wright. (1957). The Last Stand of Chinese Conservatism: The T'ung-Chih Restoration, 1862–1874. ISBN 978-0-8047-0476-2.. Stanford: Stanford University Press, rpr. 1974. . Account of the Han Chinese/ Manchu coalition which revived the dynasty and defeated the Taipings.

### Фикција
- Chin, Shunshin (2001). The Taiping Rebellion. Превод: Joshua A. Fogel. orig. Taihei Tengoku. Armonk, N.Y.: M.E. Sharpe. ISBN 978-0-7656-0100-1.
- Hosea Ballou Morse, In the Days of the Taipings, Being the Recollections of Ting Kienchang, Otherwise Meisun, Sometime Scoutmaster and Captain in the Ever-Victorious Army and Interpreter-in-Chief to General Ward and General Gordon (Salem, MA: The Essex institute, 1927; Reprinted: San Francisco: Chinese Materials Center, 1974).
- George MacDonald Fraser. Flashman and the Dragon. Flashman and the Dragon. New York: Knopf. 1986. ISBN 978-0-394-55357-3.. A volume in The Flashman Papers series.